# Ной (деревня)
Ной — деревня в Партизанском районе Красноярского края. Входит в состав Имбежского сельсовета.

## География
Деревня находится на расстоянии примерно 6 км (по прямой) на северо-запад от районного центра села Партизанское.

### Климат
Климат умеренно холодный, континентальный. Вегетационный период продолжается, в среднем, 135-148 дней, а безморозный в среднем 96 дней, с колебаниями в отдельные годы от 105 до 79 дней. Устойчивый снежный покров лежит более пяти месяцев (в среднем с первой декады ноября до конца апреля). Средняя высота снежного покрова под пологом составляет 56 см, на открытых участках — 19 см. Среднегодовое количество осадков 375 мм. Средняя температура воздуха за год -0,9°С. 

## История
Деревня основана в 1815 году.

## Население
| 2010 |
| ---- |
| 48   |

Постоянное население составляло 90 человек в 2002 году (97 % русские), 48 человек в 2010 году.